# Cónclave de 1431
El cónclave papal de 1431 (2–3 de marzo de 1431) fue convocado tras la muerte de Martín V, eligiendo como su sucesor al cardenal Gabriele Condulmer, quién tomó el nombre Eugenio IV. Fue el primer cónclave desde el fin del Cisma de Occidente.

## Lista de participantes
Martín V murió el 20 de febrero de 1431. En el momento de su muerte había 20 cardenales, pero solo 18 fueron considerados electores. 14 de ellos participaron en el cónclave:
| Elector                                                      | Nacionalidad    | Título Cardenalicio                  | Fecha de Elevación                                          | Papa                                | Notas                                                                                |
| ------------------------------------------------------------ | --------------- | ------------------------------------ | ----------------------------------------------------------- | ----------------------------------- | ------------------------------------------------------------------------------------ |
| Giordano Orsini                                              | Romano          | Obispo de Albano                     | 12 de junio de 1405                                         | Inocencio VII                       | Decano del Colegio Cardenalicio; Penitenciario Apostólico                            |
| Antonio Correr, O.C.R.S.A.                                   | Veneciano       | Obispo de Porto-Santa Rufina         | 9 de mayo de 1408                                           | Gregorio XII (Cardenal nepote)      | Arcipreste de la Basílica de San Pedro                                               |
| Antonio Panciera                                             | Friuli          | Presbítero de Santa Susana           | 6 de junio de 1411                                          | antipapa Juan XXIII                 | Protopresbítero Del Sacro Colegio; Administrador de la sede suburbicaria de Frascati |
| Gabriel Condulmer, O.C.R.S.A. (elegido papa como Eugenio IV) | Veneciano       | Presbítero de San Clemente           | 9 de mayo de 1408                                           | Papa Gregorio XII (Cardenal nepote) |                                                                                      |
| Branda Castiglioni                                           | Ducado de Milán | Presbítero de San Clemente           | 6 de junio de 1411                                          | antipapa Juan XXIII                 |                                                                                      |
| Jean de La Rochetaillée                                      | Francés         | Presbítero de San Lorenzo en Lucina  | 24 de mayo de 1426                                          | Martín V                            | Administrador de Ruan y de Besanzón; Arcipreste de la Basílica liberiana             |
| Louis Aleman, O.C.R.S.J.                                     | Francés         | Presbítero de Santa Cecilia          | 24 de mayo de 1426                                          | Martín V                            | Administrador de Arlés                                                               |
| Antonio Cassini                                              | Siena           | Presbítero de San Marcelo            | 24 de mayo de 1426                                          | Martín V                            | Administrador de Grosseto                                                            |
| Juan de Cervantes                                            | Castellano      | Presbítero de San Pietro in Vincoli  | 24 de mayo de 1426                                          | Martín V                            | Administrador de Tuy                                                                 |
| Alfonso Carrillo de Albornoz                                 | Castellano      | Diácono de San Eustaquio             | 22 de septiembre de 1408                                    | antipapa Benedicto XIII             | Protodiácono; Arcipreste de la Básilica Lateran; Administrador de Osma y de Sigüenza |
| Lucido Conti                                                 | Romano          | Diácono de Santa Maria en Cosmedin   | 6 de junio de 1411                                          | antipapa Juan XXIII                 | Cardenal-protector de la Orden teutónica; Camerlengo del Sacro Colegio               |
| Hugues Lancelot de Lusignan                                  | Reino de Chipre | Diácono de San Adriano               | 24 de mayo de 1426                                          | Martín V                            | Administrador de Nicosia                                                             |
| Ardicino della Porta                                         | Ducado de Milán | Diácono de los Santos Cosme y Damián | 24 de mayo de 1426                                          | Martín V                            |                                                                                      |
| Prospero Colonna                                             | Romano          | Diácono de San Giorgio en Velabro    | 24 de mayo de 1426, hecho público el 8 de noviembre de 1430 | Martín V (Cardenal nepote)          |                                                                                      |

El Concilio de Constanza confirmó a todos los cardenales creados por los tres papas del Cisma. Siete participantes fueron nombrados cardenales por Martín V, tres por el antipapa Juan XXIII, dos por Gregorio XII, uno por Inocencio VII y uno por el antipapa Benedicto XIII de Aviñón.

## Ausentes
Cuatro electores no participaron en este cónclave:
| Elector                    | Nacionalidad | Título Cardenalicio                      | Fecha de Elevación                                          | Papa                | Notas                                                              |
| -------------------------- | ------------ | ---------------------------------------- | ----------------------------------------------------------- | ------------------- | ------------------------------------------------------------------ |
| Pierre de Foix, O.F.M.     | Francés      | Presbítero de San Esteban al Monte Celio | Septiembre de 1414                                          | antipapa Juan XXIII | Legado en Aviñón; administrador de Cominges                        |
| Niccolò Albergati, O.Cart. | Boloñés      | Presbítero de la Santa Cruz de Jerusalén | 24 de mayo de 1426                                          | Martín V            | Administrador de Arquidiócesis de Bolonia; legado papal en Francia |
| Enrique de Beaufort        | Inglés       | Presbítero de San Eusebio                | 24 de mayo de 1426                                          | Martín V            | Administrador de Winchester; legado an latere en Inglaterra        |
| Giuliano Cesarini          | Romano       | Diácono de San Angelo en Pescheria       | 24 de mayo de 1426, hecho público el 8 de noviembre de 1430 | Martín V            | Legado papal en Alemania                                           |

Todos los ausentes fueron creados por Martín V, exceptuando Pierre de Foix, quién fue elevado por el antipapa Juan XXIII.

## No electores
Martín V inició la costumbre de crear cardenales sin mencionar su nombre (in pectore). Cuando murió, dos de sus candidatos secretos no fueron hechos públicos, y no fueron considerados como miembros del Colegio Cardenalicio. Eran Juan Casanova, administrador de Elne, y Guillaume Ragenel de Montfort, obispo de Saint-Malo, más tarde creados otra vez por Eugenio IV. Aun así, también dos cardenales creados inicialmente in pectore, pero más tarde hechos públicos sus nombramientos, no participaron en el cónclave, porque algunos de los ritos necesarios no habían sido cumplidos tras la muerte de Martín V:
| Elector            | Nacionalidad                              | Título Cardenalicio                       | Fecha de Elevación | Papa     | Notas                                                                 |
| ------------------ | ----------------------------------------- | ----------------------------------------- | --- | -------- | --------------------------------------------------------------------- |
| Domingo Ram        | Aragonés                                  | Presbítero de los Santos Giovanni e Paolo | 24 de mayo de 1426, hecho público el 8 de noviembre de 1430, pero sin acabar el rito de investidura como cardenal        | Martín V | Administrador de Lerida                                               |
| Domenico Capranica | Capranica Prenestina, Estados Pontificios | Diácono de Santa María en Vía Lata        | 24 de mayo de 1426, hecho público antes del 8 de noviembre de 1430, pero sin acabar el rito de investidura como cardenal | Martín V | Administrador de Fermo; Gobernador de Perugia y del Ducado de Spoleto |

## La elección de Eugenio IV
La invocación del Espíritu Santo fue cantada el jueves 1 de marzo por el cardenal Giordano Orsini, Obispo de Albano, prior Cardinalium. El 2 de marzo todos los cardenales presentes en Roma fueron a Santa Maria sopra Minerva, donde se celebró en cónclave. El 2 de marzo, los electores prepararon y subscribieron la capitulación del cónclave. Los términos de la Capitulación, la cual contenía al menos ocho cláusulas, incluían:
- La mitad de los ingresos del Papa debían ser compartidos con el Colegio Cardenalicio.

- Ningún asunto importante podía ser decidido sin el consentimiento del Colegio.

El primer escrutinio tuvo lugar el 3 de marzo y acabó con elección unánime del cardenal Gabriele Condulmer, quién tomó el nombre de Eugenio IV. El domingo 11 de marzo fue coronado en la escalinata de la Antigua Basílica de Vaticana por el cardenal Alfonso Carrillo, cardenal de San Eustaquio, protodiácono.